# Едеклерци
Едеклерци (мкд. Едеклерци) су насеље у Северној Македонији, у средишњем делу државе. Едеклерци су село у саставу општине Штип.

## Географија
Едеклерци су смештени у средишњем делу Северне Македоније. Од најближег града, Штипа, насеље је удаљено 15 km западно.
Насеље Едеклерци се налази у историјској области Серта. Насеље је положено на побрђу изнад клисуре реке Брегалнице. Око насеља се пружа голет. Надморска висина насеља је приближно 330 метара.
Месна клима је блажи облик континенталне због близине Егејског мора (жарка лета).

## Становништво
Едеклерци су према последњем попису из 2002. године били без становника.
Већинско становништво били су етнички Македонци.
Претежна вероисповест месног становништва био је православље.